# Pavas
Pavas è un distretto della Costa Rica facente parte del Cantone di San José, nella provincia omonima.
Pavas comprende 25 rioni (barrios):
- Aeropuerto
- Alfa
- Bribri
- Favorita Norte
- Favorita Sur
- Geroma
- Gerona
- Hispana
- Libertad
- Lomas del Río
- Llanos del Sol
- María Reina
- Metrópolis

- Pavas Centro
- Residencia del Oeste
- Rincón Grande
- Rohmoser
- Rotonda
- San Pedro
- Santa Bárbara
- Santa Catalina
- Tajo
- Triángulo
- Villa Esperanza
- Zona Industrial

Il distretto fa parte dell'area urbana della capitale San José, ed è una zona prettamente residenziale; vi è ubicato l'Aeroporto internazionale Tobías Bolaños.